# Fors
Fors és el principi masculí de la Casualitat. En aquest sentit s'oposa a Fortuna, el seu principi femení, amb qui no obstant forma parella. Els seus dos noms s'ajunten en la fórmula Fors Fortuna que acabà per designar una única divinitat, considerada globalment en els seus dos aspectes.